# Klavecimbel

Dokje van een klavecimbel:
1. Snaar
2. Tongas
3. Tong
4. Plectrum
5. Demper

Het klavecimbel (eveneens correct, maar niet gangbaar onder vakmensen: de klavecimbel) is een snaarinstrument dat met toetsen bespeeld wordt. De snaren van een klavecimbel worden getokkeld, in tegenstelling tot het klavechord en de piano, waarbij de snaren aangeslagen worden. Het geluid van een klavecimbel lijkt wat op dat van een luit, maar dan luider. Iemand die een klavecimbel bespeelt, wordt een klavecinist of klavecimbelspeler genoemd.
Het virginaal en het spinet zijn de vroegste en eenvoudigste vormen van het klavecimbel. Vóór het ontstaan van de piano was het met het pijporgel het belangrijkste toetsinstrument. 
In het verleden werd klavecimbel ook vaak clavecimbel of clavecymbel gespeld, maar de Woordenlijst van 1954 verkoos klavecimbel.

## Geluid
In tegenstelling tot de piano, waar bij het indrukken van een toets een hamertje tegen de snaar slaat, wordt bij een klavecimbel de snaar getokkeld door middel van een pennetje, vergelijkbaar met het plectrum. Oorspronkelijk werden voor deze pennetjes ganzenpennen gebruikt. De toetsen brengen de beweging van de vingers omlaag over op een beweging omhoog van de zogeheten springers, houten latjes waarin in de bovenzijde (zie tekening) een scharnierende tong (3, roze) is bevestigd. De tong kan alleen 'achterover' draaien. Aan deze tong is het pennetje (plectrum, 4, grijs)) bevestigd. Bij het aanslaan van de toets beweegt het geheel zich omhoog en neemt het pennetje de snaar (1, geel) een eindje mee. Op enig moment houdt het pennetje de kracht van de snaar niet meer en schiet deze los, zijn resonantie als geluid hoorbaar makend. Laat de bespeler de toets weer los dan zakt de springer weer terug naar de rustpositie waarbij het pennetje de snaar wel raakt (wat ook hoorbaar is) maar de tong is bij deze beweging niet geblokkeerd. Uiteindelijk rust ook de demper (5, blauw) weer op de snaar en sterft het geluid ervan snel weg.
Dit mechaniek geeft het instrument weliswaar een uniek timbre, maar zorgt ook voor enkele beperkingen. Op een klavecimbel is het bijvoorbeeld veel minder goed mogelijk onderscheid te maken tussen piano of forte (zacht of hard) spelen. Bovendien is het op een klavecimbel veel minder goed mogelijk "lange" noten te spelen, doordat het geluid betrekkelijk snel wegsterft. Door een noot met een triller te spelen of te repeteren, kan een toon langer gemaakt worden.
Vaak heeft het klavecimbel twee klavieren of manualen boven elkaar, die verschillende registers bedienen, te vergelijken met een pijporgel. Meestal is het ene klavier luider dan het andere en kunnen de twee ook gecombineerd worden voor een nog luidere klank. Op deze manier kan men op het klavecimbel een groter verschil in dynamiek bereiken.

## Uiterlijk
Klavecimbels zijn er in verschillende vormen en met allerhande versieringen.
Op oudere klavecimbels zijn vaak de onderste toetsen (wat op een piano de "witte toetsen" zijn) zwart en de bovenste wit. De zwarte toetsen waren namelijk van hout gemaakt en de witte van ivoor. Omdat ivoor een veel duurder materiaal dan hout is, was men er zuiniger mee. De bovenste toetsen zijn immers kleiner en minder in getal. Hoewel er klavecimbels bestaan in één effen kleur, zijn veel klavecimbels versierd met schilderwerk aan de binnenzijde van de klep en soms ook aan de buitenkant van de kast.

## Geschiedenis

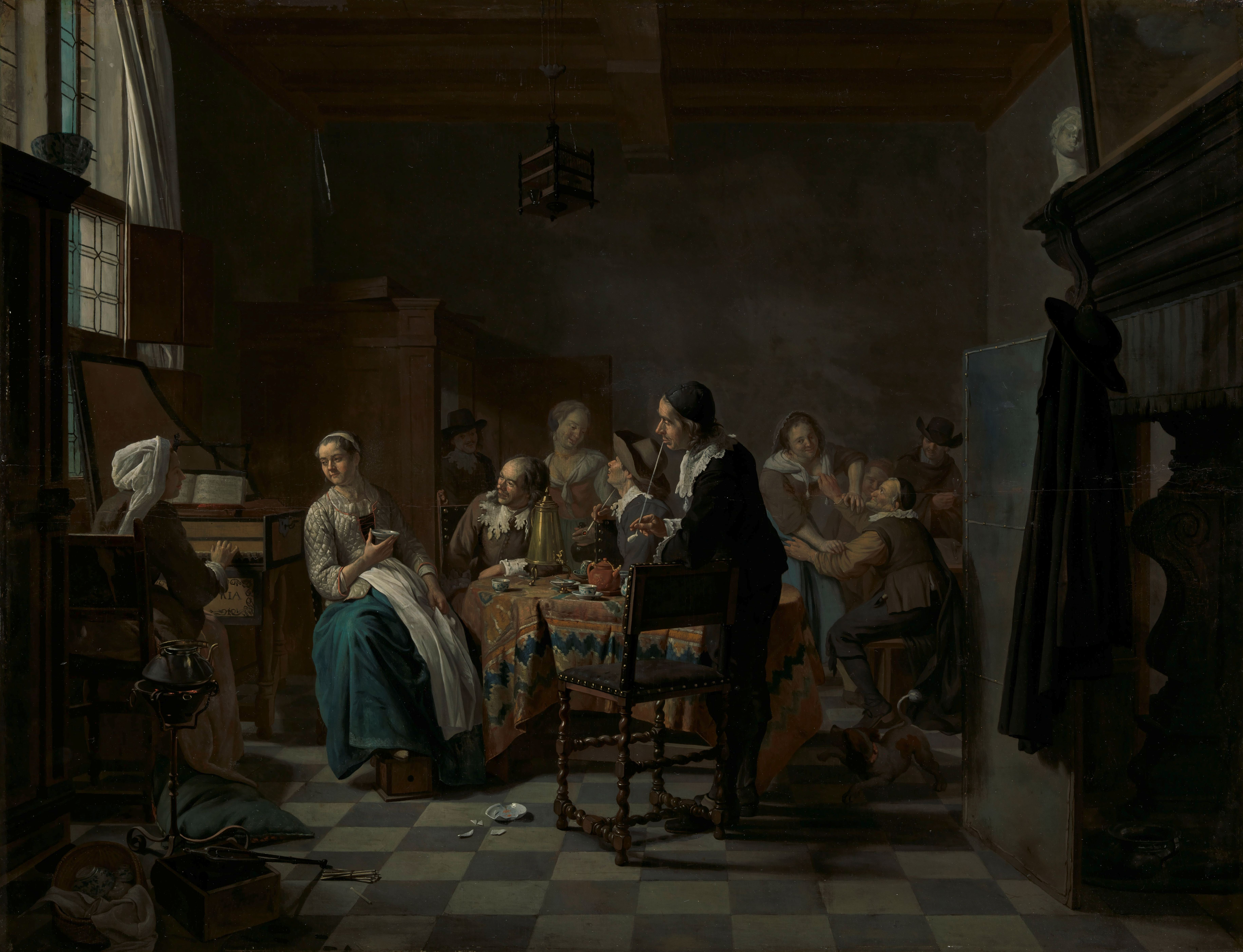
Interieur met een gezelschap rond de tafel, links een jonge vrouw aan het klavecimbel (Jan Jozef Horemans de Jonge, 1740-1760)

Tegen het einde van de 16e eeuw werden de eerste klavecimbels gebouwd in Italië. Ze dienden als goedkoop oefeninstrument voor het pijporgel. Het nieuwe instrument waaide over naar de rest van Europa. Vooral de verdere ontwikkeling van het instrument in Vlaanderen is daarbij van belang geweest. Onder de eerste klavecimbelbouwers waren de Antwerpenaren Jacob Aelbrechts en zijn zoon Lucas. De beroemdste familie van klavecimbelbouwers is de familie Ruckers, eveneens uit Antwerpen.
Uit deze tijd stamt ook het Susanne van Soldt-manuscript, een verzameling muziek voor onder andere klavecimbel. De bundel werd rond 1599 samengesteld door de Antwerpse koopmansdochter Susanne van Soldt en geldt als een van de belangrijkste bronnen voor Nederlandse muziek uit deze tijd.
In de barok kreeg het instrument een andere functie. In een concert werd het klavecimbel meer en meer gebruikt als begeleidingsinstrument, dat basso continuo speelde, vaak samen met een laag blaas- of strijkinstrument zoals een fagot of cello.
In het classicisme maakte men meer en meer gebruik van overgangsdynamiek (geleidelijk aan luider of zachter spelen). Omdat het klavecimbel dit niet kon spelen, zocht men naar vervanging en verdween het klavecimbel meer op de achtergrond. De wens een instrument te maken dat wel hard en zacht kon spelen resulteerde in de fortepiano en vervolgens de pianoforte. Daarmee verdween het klavecimbel uit de belangstelling.

## Het klavecimbel in de 20e en 21e eeuw

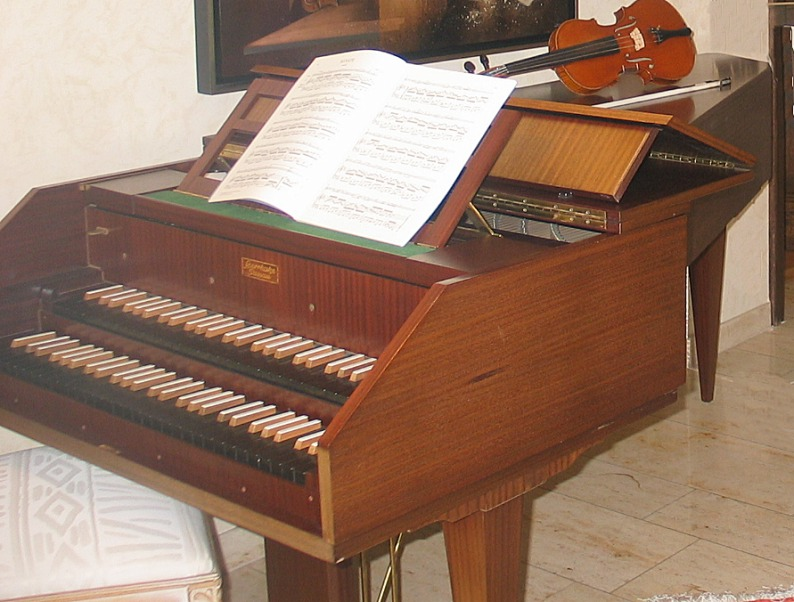
Modern klavecimbel

In de 20e eeuw werden grote klavecimbels gebouwd op basis van stalen geraamtes, vergelijkbaar met de bouw van een concertvleugel. Het gebruik van staal in plaats van hout liet een grotere spanning op de snaren en dus een luidere klank toe, wat van belang is om in volume op te kunnen tegen het uitdijende symfonieorkest. Onder andere Francis Poulenc schreef een klavecimbelconcert (het Concert champêtre) voor een dergelijk instrument, gebouwd door Pleyel naar de inzichten van Wanda Landowska, aan wie het concert werd opgedragen.

## Verwante instrumenten
- het virginaal, een klein type klavecimbel, rechthoekig van vorm
- het spinet, een klein type klavecimbel, driehoekig van vorm
- de luthéal, een soort geprepareerde piano waarvan de klankkleur veranderd kan worden

## Bekende hedendaagse klavecinisten
- Benjamin Alard (Frankrijk)
- Bob van Asperen (Nederland)
- Pieter-Jan Belder (Nederland)
- Gary Cooper (Verenigd Koninkrijk)
- Thurston Dart (Verenigd Koninkrijk)
- Menno van Delft (Nederland)
- Pascal Dubreuil (Frankrijk)
- Elizabeth Farr (Verenigde Staten)
- Nicolau de Figueiredo (Brazilië) 1960-2016
- Kenneth Gilbert (Canada)
- Gusta Goldschmidt (Nederland) 1913-2005
- Pierre Hantaï (Frankrijk)
- Siebe Henstra (Nederland)
- Christopher Hogwood (Engeland) 1941-2014
- Johan Huys (België)
- Christiane Jaccottet (Zwitserland) 1937-1999
- Ralph Kirkpatrick (Verenigd Koninkrijk) 1911-1984
- Niels de Klerk (Nederland) 1997
- Robert Kohnen (België)
- Ton Koopman (Nederland)
- Wanda Landowska (Frankrijk - VS) 1879-1959
- Françoise Lengellé (Frankrijk)
- Gustav Leonhardt (Nederland) 1928-2012
- Davitt Moroney (Verenigd Koninkrijk)
- Gordon Murray (Canada)
- Nicholas Parle (Australië)
- Trevor Pinnock (Engeland)
- Blandine Rannou (Frankrijk)
- Ludger Rémy (Duitsland) 1949-2017
- Karl Richter (Duitsland) 1926-1981
- Jean Rondeau (Frankrijk)
- Scott Ross (Verenigde Staten) 1951-1989
- Christophe Rousset (Frankrijk)
- Raymond Schroyens (België)
- Reitze Smits (Nederland)
- Johann Sonnleitner (Oostenrijk)
- Li Stadelmann (Duitsland) 1900-1993
- Andreas Staier (Duitsland)
- Masaaki Suzuki (Japan)
- Viktorie Švihlíková (Tsjecho-Slowakije) 1915-2010
- Colin Tilney (Verenigd Koninkrijk)
- Roswitha Trimborn (Oostenrijk)
- Jos Van Immerseel (België)
- Anneke Uittenbosch (Nederland)
- Robert Veyron-Lacroix (Frankrijk) 1922-1991

## Muziekfragment
|  |                                                                                    |
|  | François Couperin, vijfde prelude uit L'art de toucher le clavecin (download·info) |

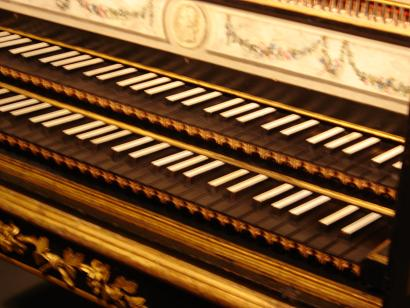
Twee klavieren in zwart-wit
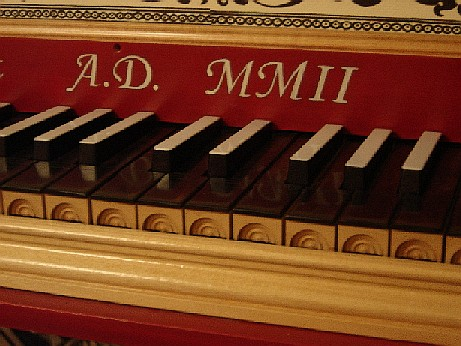
Detail van de toetsen
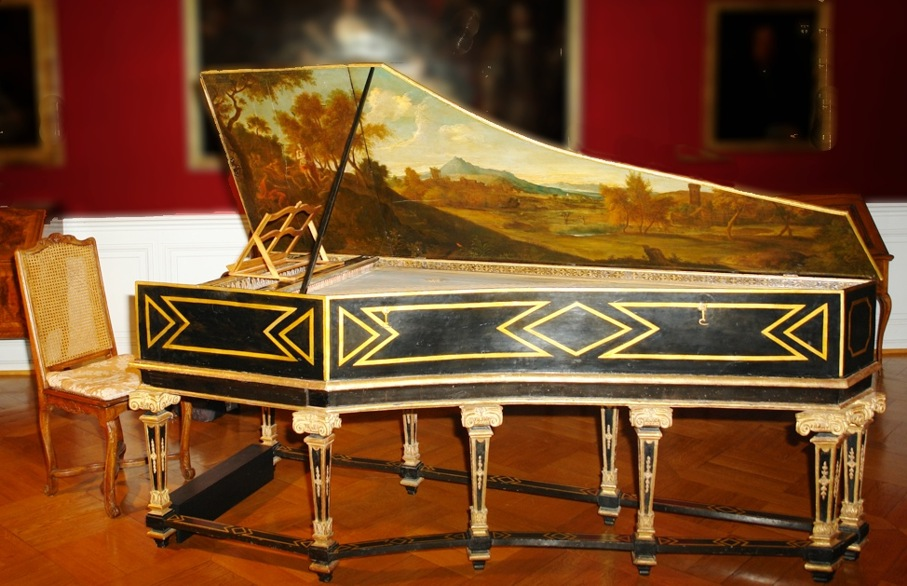
Ruckers-klavecimbel met schilderij op de klep
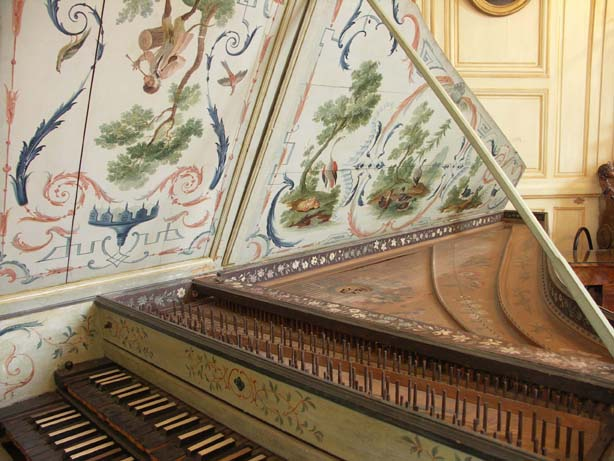
Gedecoreerd klankbord en binnenkant van de klep
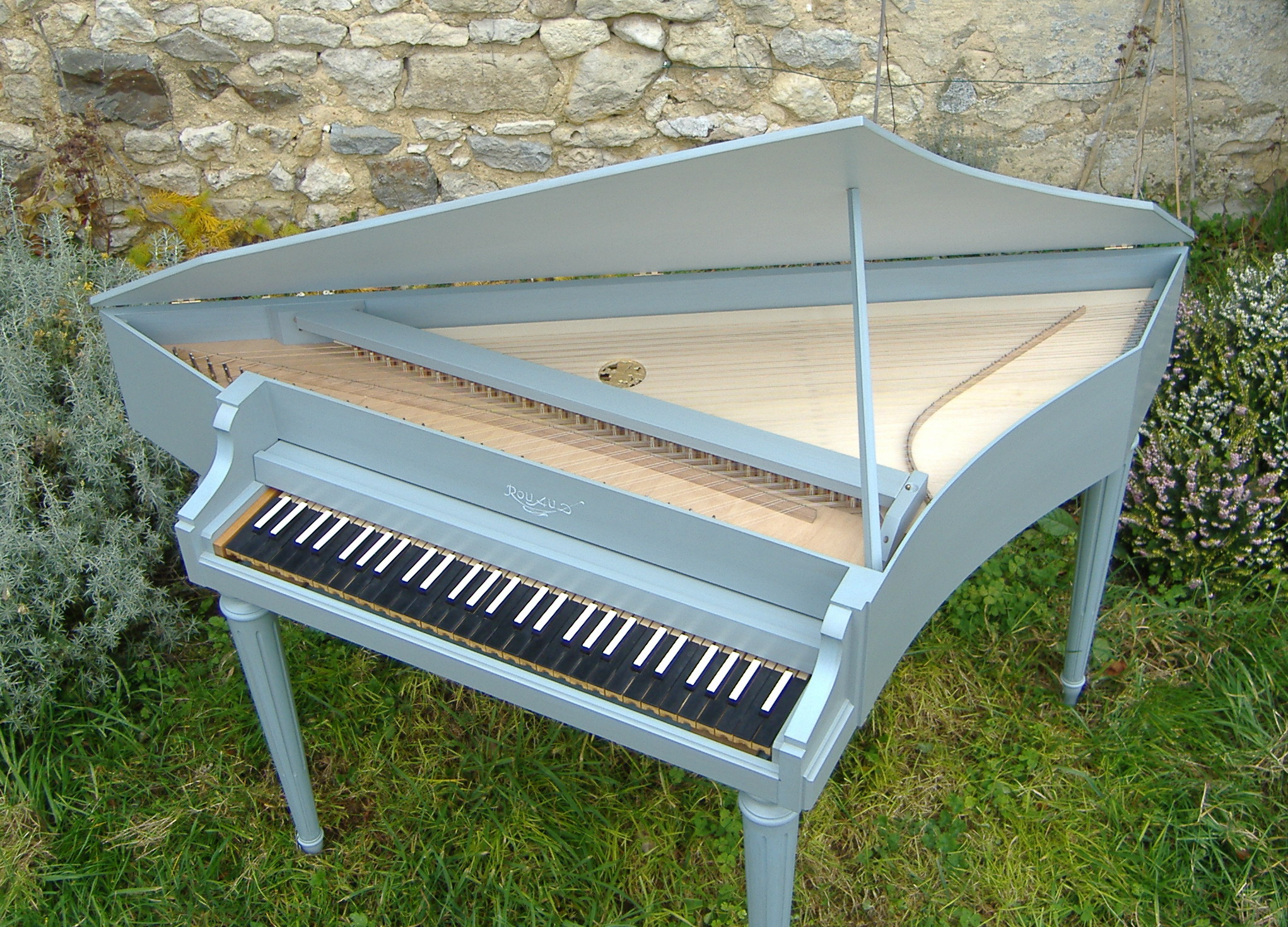
Spinet.

- Bibliothèque nationale de France: cb119454031 (data)
- Gemeinsame Normdatei: 4009667-1
- Library of Congress Control Number: sh85059045
- MusicBrainz: bfe379dc-1d65-4862-acd8-60d53bb963a2
- Bibliotheek van het Japanse parlement: 00562972
- Nationale Bibliotheek van Tsjechië: ph119095
- Nationale Bibliotheek van Israël: 987007550631905171